# Trienchodesmus
Trienchodesmus är ett släkte av mångfotingar. Trienchodesmus ingår i familjen Dalodesmidae.
Kladogram enligt Catalogue of Life:
| Trienchodesmus | \| \| Trienchodesmus gayanus \| \| \| \| \| \| Trienchodesmus ortonedae \| \| \| \| |
|                | \| \| Trienchodesmus gayanus \| \| \| \| \| \| Trienchodesmus ortonedae \| \| \| \| |
|                | Trienchodesmus gayanus                                                              |
|                |                                                                                     |
|                | Trienchodesmus ortonedae                                                            |
|                |                                                                                     |